# Reicherstein
Reicherstein ist ein Gemeindeteil des Marktes Pöttmes im Landkreis Aichach-Friedberg, der zum Regierungsbezirk Schwaben in Bayern gehört.

## Geographie
Das Dorf Reicherstein liegt nordwestlich von Pöttmes auf der Hochfläche des Unteren Lechrains der Aindlinger Terrassentreppe. Naturräumlich gehört es also zur Donau-Iller-Lech-Platte, die wiederum Teil des Alpenvorlandes ist, eine der Naturräumlichen Haupteinheiten Deutschlands. Gemeinsam mit Echsheim, Wiesenbach und Kühnhausen bildet Reicherstein das so genannte Pöttmeser Oberland.
Der Ort liegt an der Kreisstraße AIC 27, die als Kreisstraße DON 30 von Rain (Lech) im Landkreis Donau-Ries über Bayerdilling bis zur Landkreisgrenze kurz vor Reicherstein führt. Östlich von der Ortschaft mündet sie in Kühnhausen in die nach Pöttmes führende Staatsstraße 2047. Außerdem mündet die in Wiesenbach aus der Staatsstraße 2047 abzweigende und durch Echsheim führende Kreisstraße AIC 28 in Reicherstein in die Kreisstraße AIC 27.

## Geschichte
Ursprünglich handelte es sich bei Reicherstein um einen -heim-Ort, das heißt, die Siedlung wurde von Baiern ungefähr zwischen 600 und 650 nach Christus gegründet. Um 800 hieß der Ort „Riecherißheim“, also Heim des Riechari oder Heim des Richher. Aus Riechersheim wurde dann über Richersheim mit der Zeit Reicherstein.

Die Besitzverhältnisse der Anwesen waren immer sehr zersplittert. Grundbesitz gehörte unter anderem den Marschällen von Kalendin zu Neuburg, später dem Jesuitenseminar Neuburg, den Herzögen und später den Kurfürsten von Bayern, den Klöstern Niederschönenfeld, Thierhaupten, Scheyern und Fürstenfeld, außerdem den Hofmarken Pöttmes und Sandizell und den Pfarreien Rain, Münster und Echsheim.

Die kleine Filialkirche zum Heiligen Kreuz gehört zur Pfarrei Mariä Heimsuchung in Echsheim und wurde um 1750 erbaut.

Bis zum 1. Juli 1972 gehörte Reicherstein als selbstständige Gemeinde zum Landkreis Neuburg an der Donau und fiel dann mit der Gebietsreform in Bayern an den Landkreis Aichach-Friedberg, der bis zum 1. Mai 1973 den Namen Landkreis Augsburg-Ost trug. Am 1. Januar 1978 wurde der Ort in den Markt Pöttmes eingemeindet.

## Baudenkmäler

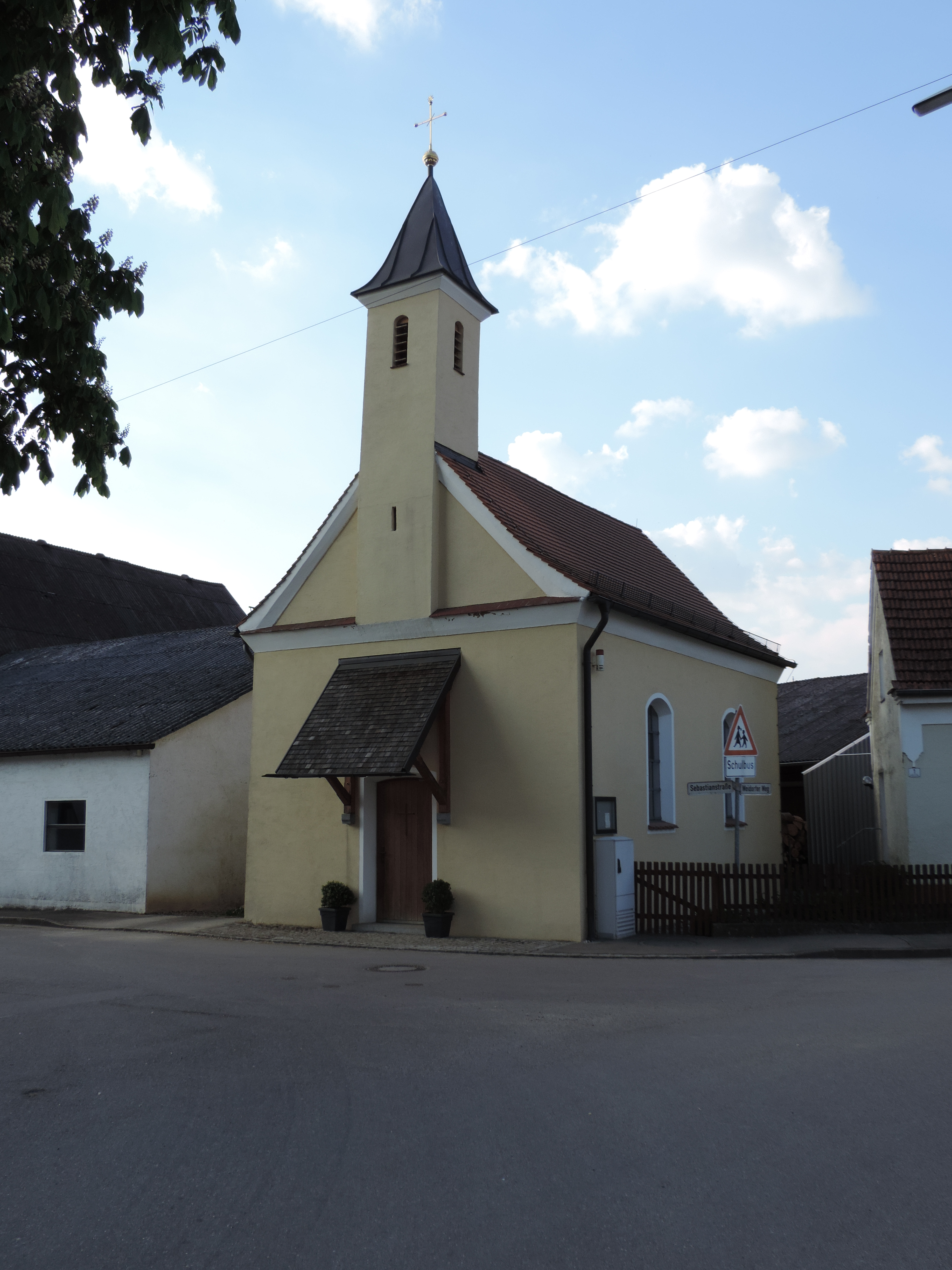
Kapelle Heilig Kreuz

Siehe auch: Liste der Baudenkmäler in Reicherstein
- Kapelle zum Heiligen Kreuz